# Gnathia antarctica
Gnathia antarctica is een pissebed uit de familie Gnathiidae. De wetenschappelijke naam van de soort is voor het eerst geldig gepubliceerd in 1883 door Studer.